# Južnomoravski tornado (2021)
Južnomoravski tornado leta 2021 je na večer 24. junija prizadel več vasi v okrožjih Hodonin in Breclav v Južnomoravskemu okraju na Češkem. V nevihti s tornadom in točo je umrlo 5 ljudi, več kot 300 ljudi je bilo poškodovanih. Končno število žrtev zaenkrat še ni znano. Tornado je bil najmočnejši v češki zgodovini, hitrost vetra je po Fujitovi lestvici dosegla stopnji F3-F4.

## Pot
Tornado se je tal dotaknil jugo-jugovzhodno od Hruškyja in med potovanjem proti naselju pričel intenzivno rasti. Tornado je potoval direktno skozi naselje in pri tem prizadel veliko večino kraja. Številni opečnati domovi so bili poškodovani, prav tako je bila poškodovana lokalna šola. Vsaj tretjina stavb je uničenih, okrog 85% procentov pa poškodovanih. Tornado je pot nadaljeval proti severovzhodu in povzročil škodo večjega obsega v mestih Moravska Nova Ves in Mikulčice. Na tem območju so bile močno poškodovane ali celo uničene stanovanjske hiše, večnadstropne hiše ter gospodarski objekti. Po nadaljevanju proti Lužicam je ta vizualno začel pojenjati, vendar je še venomer povzročal škodo. Podobno škodo, vendar v manjšem obsegu je povzročil tudi v naselju Hodonin, kjer je dokončno tudi pojenjal.
Tornado je prizadejal 7 občin, med njimi najhuje Moravskó Novó Ves, vas Hrušky, Lužice ter Mikulčice. Župan Hruškya je novinarjem dejal, da je »polovica vasi razrušena do tal«, medtem ko je župan Moravske Nove Vesi dejal, da »je bilo vse razrušeno v desetih minutah«. V mestu Hodonin je tornado prizadejal tamkajšnji živalski vrt ter dom starejših občanov. V Valticu je bila poškodovana streha lokalne trdnjave. Nevihta je povzročila velike izpade elektrike, brez nje je ostalo okrog 121.000 prebivalcev. Zaradi vremenske ujme je bila zaprta tudi avtocesta D2, ki povezuje češko Brno in slovaško Bratislavo. Na prizadeta območja so bile poslane reševalne ekipe iz vse države, prav tako so pomagale ekipe iz Avstrije in sosednje Slovaške. Na kraj je bila odposlana tudi češka vojska.
Tornado je bil najmočnejši doslej v češki zgodovini, čeprav na terenu še zmeraj potekajo analize in ankete. Ocenjen je bil na stopnjo F3 po Fujitovi lestvici, vendar nekateri meteorologi na podlagi škode moč ocenjujejo na stopnjo F4. Tornado je bil del manjšega izbruha 6 tornadov po celotni Evropi, med drugimi tudi tornado stopnje F1 na Češkem ter tornado stopnje F2 na Poljskem, ki je povzročil večjo strukturno škodo na več objektih. Skupna škoda na javnem premoženju je bila doslej ocenjena na 12+ milijard CZK. Škoda na nepremičninah v zasebni lasti naj bi bila večkrat večja, a natančne številke še vedno niso znane. Kmalu po tornadu so delavci začeli popravljati domove, ki niso zahtevali večjih popravil. Ulice prizadetih vasi so bile napolnjene s kupi ruševin in uničenih vozil. Guverner Južne Moravske Jan Grolich je poudaril, da jih je treba očistiti, za odstranjevanje odpadkov pa so naredili umetna odlagališča. 

## Drugi tornadi
Ta tornado je bil del manjše serije 8 tornadov, ki so se tistega dne pojavili v Evropi. V serijo je spadal tudi močnejši tornado stopnje F1, ki je v češki vasi Stebno povzročil veliko škodo. Na Poljskem je tornado F2, ki je prizadel mesti Librantowa in Koniuszowa, poškodoval številne objekte, 15 stavbam pa odkril streho, ena oseba je bila tudi poškodovana. Prejeta so bila številna poročila o direktnih vetrovih in veliki uničujoči toči.
| Seznam zabeleženih tornadov - četrtek, 24. junij, 2021 | Seznam zabeleženih tornadov - četrtek, 24. junij, 2021 | Seznam zabeleženih tornadov - četrtek, 24. junij, 2021 | Seznam zabeleženih tornadov - četrtek, 24. junij, 2021 | Seznam zabeleženih tornadov - četrtek, 24. junij, 2021 | Seznam zabeleženih tornadov - četrtek, 24. junij, 2021 | Seznam zabeleženih tornadov - četrtek, 24. junij, 2021 |
| ------------------------------------------------------ | ------------------------------------------------------ | ------------------------------------------------------ | ------------------------------------------------------ | ------------------------------------------------------ | ------------------------------------------------------ | --- |
| F#                                                     | Lokacija                                               | Regija                                                 | Koord.                                                 | Čas (UTC)                                              | Dolžina                                                | Škoda |
| Poljska                                                |                                                        |                                                        |                                                        |                                                        |                                                        | |
| F1                                                     | JV of Boronów                                          | Šlezijska vojvoda                                      | 50°40′N 18°56′E / 50.67°N 18.93°E                      | 8:10                                                   | neznano                                                | Več dreves je bilo izruvanih, na avtomobil je padel električni vod. |
| F2                                                     | Koniuszowa –Librantowa                                 | Nižnopoljska vojvoda                                   | 49°40′N 20°45′E / 49.66°N 20.75°E                      | 14:18                                                  | neznano                                                | Več stavb je bilo poškodovanih, od tega jih je 15 ostalo brez strehe. Fasade so bile poškodovane, več dreves je bilo tudi obrnjenih. Ena oseba je bila poškodovana.                                                                                                   |
| F1                                                     | Wrzelów                                                | Lublinska vojvoda                                      | 51°13′N 21°51′E / 51.22°N 21.85°E                      | 23:30                                                  | unknown                                                | 20 stavb je utrpelo poškodbe strehe. |
| Češka Republika                                        |                                                        |                                                        |                                                        |                                                        |                                                        | |
| F1                                                     | Stebno                                                 | Okraj Ústí nad Labem                                   | 48°50′N 13°25′E / 48.84°N 13.42°E                      | 14:45                                                  | neznano                                                | Tornado stopnje F1 je povzročil poškodbe cerkvi in številnim stavbam, od katerih so nekatere utrpele izgubo večje površine strehe. Starejši objekti so se podrli zaradi ne okrepljenih zidov, prav tako so bile poškodovane električne linije, drevesa in avtomobili. |
| F3                                                     | Břeclav –Mikulčice –Ratíškovice                        | Južnomoravski okraj                                    | 50°07′N 17°04′E / 50.12°N 17.07°E                      | 17:40                                                  | 26 km (16 mi)                                          | 6 smrti in 300 poškodovanih. – Za podrobnosti glej višje. |
| Francija                                               |                                                        |                                                        |                                                        |                                                        |                                                        | |
| EFU                                                    | Miribel-les-Échelles                                   | Auvergne-Rhône-Alpes                                   | 45°25′N 5°42′E / 45.42°N 5.70°E                        | 15:00                                                  | neznano                                                | Tornado se ja za kratek čas dotaknil tal, škode ni povzročil. |
| Rusija                                                 |                                                        |                                                        |                                                        |                                                        |                                                        | |
| EFU                                                    | Jezero Peipus                                          | Pskova Oblast                                          | neznane                                                | neznan                                                 | neznana                                                | Nad jezerom se je razvila vodna tromba, škode ni povzročila. |
| Nemčija                                                |                                                        |                                                        |                                                        |                                                        |                                                        | |
| EFU                                                    | Kinzenbach                                             | Hesse                                                  | neznane                                                | neznan                                                 | neznana                                                | V odročnem predelu je bil slikan tornado, škode ni povzročil. |